# Kolpa (Band)
Kolpa ist eine türkische Rockband aus Istanbul.

## Werdegang
Die Band wurde 2004 in Istanbul durch Bora Yeter und Barış Yurtçu gegründet. Basis ist die gemeinsame verbrachte Schulzeit in Adana. Mit Cenk Taner Dönmez kam 2007 der erste Gitarrist zu der Band. In dieser Besetzung wurde 2009 das Album Hayat Sensin veröffentlicht. Aus diesem Album wurden die Songs Sayende und Koşa Koşa ausgekoppelt. Samuray Gökçe kam als Schlagzeuger hinzu.
Im Februar 2010 begannen die Aufnahmen für die EP Maximum, welche einen Monat später veröffentlicht wurde. Hierbei wurde der Song Böyle Ayrılık Olmaz ausgekoppelt. Im Februar 2011 erschien die Single Son Nefesim. Im Jahr 2013 gewann die Band einen Altın Kelebek Award in der Kategorie Beste Musikgruppe. Zu den bekanntesten Songs der Band zählen Beni Aşka İnandır, Gurur Benim Neyime?, Hoş Geldin Ayrılığa oder Tasma.

## Diskografie

### Alben
- 2009: Hayat Senin
- 2012: Yatağın Soğuk Tarafı
- 2014: Aşk ve Hayat Hakkında

### EPs
- 2010: Maximum

### Singles
| - 2009: Sayende - 2010: Koşa Koşa - 2010: Böyle Ayrılık Olmaz - 2010: Kadınım - 2011: Son Nefesim - 2012: Nasıl Öğrendin Unutmayı - 2012: Yatağın Soğuk Tarafı - 2012: Beni Aşka İnandır - 2014: Gurur Benim Neyime? - 2014: Ölünmüyor Mutsuzluktan - 2014: Kafam Senden Bile Güzel | - 2016: Hoş Geldin Ayrılığa (mit Ece Seçkin) - 2017: Tasma (mit İskender Paydaş) - 2018: Evet Aynen - 2018: Bu Son Olsun - 2019: Unutmadım (mit Yaprak Çamlıca) - 2019: Rüyalarda Buluşuruz - 2021: Söyle (mit Zeo Jaweed) - 2022: Sırtımdan Vurdun (mit Erci E.) - 2024: Ya Kal Ya Git - 2024: Her Şey Senin Yüzünden Oldu - 2024: Hastayım Sana (mit Deniz Baysal) |

## Auszeichnungen
- 2013: Altın Kelebek Award in der Kategorie Beste Musikgruppe